# اكرا بوينت
اكرا بوينت، هو جبل في مقاطعة جرين، نيويورك. يقع في جنوب جبال كاتسكيل في دورهام الجنوبيه. يقع بارت ناب في الشمال الغربي، ويقع بلاك هاد جنوب أكرا بوينت.